# Honky Cat
"Honky Cat" er en sang af den britiske sanger Elton John fra albummet Honky Château (1972).

## Udgivelse
Sangen har hurtige tempo og er spillet uden guitar, med Davey Johnstone spille banjo i stedet. Teksterne handler grundlæggende om illusion skabt af byliv. Sangen er domineret af piano, men indeholder den mest omfattende sektion med horn på nogen af Eltons sange.
"Honky Cat" nåede Top 10 på Billboard, da den blev udgivet som single, men nåede kun nummer 31 på UK Singles Chart. Sangen nåede nummer otte i USA, ligesom Elton John begyndte en amerikansk turne i september 1972.

## Sporliste
1. "Honky Cat" – 4:07
2. "Slave" – 4:21